# Roland Freisler
Roland Freisler (født 30. oktober 1893 i Celle, død 3. februar 1945 i Berlin) var en fremtrædende og berygtet nazi-dommer. Han var statssekretær under Adolf Hitlers justitsministerium og præsident for Volksgerichtshof samt medlem af Reichstag.

## Baggrund
Roland Freisler blev født i Celle, moderen Charlotte Schwertfegers hjemby. Faren, Julius Freisler, var diplomingeniør og var født i Mähren. Sønnen studerede jura i Jena, til han i begyndelsen af 1. verdenskrig meldte sig frivilligt til 1. Oberelsässischen Infanterieregiment. Han kom som løjtnant til Østfronten. I 1915 faldt han i russisk krigsfangenskab, som han tilbragte i Sibirien. Under Oktoberrevolutionen sluttede han sig til de bolsjevikiske styrker. Han lærte sig flydende russisk, blev kommunist og lejrkommissær. I 1920 vendte han tilbage til Tyskland som fanatisk kommunist. I 1923 etablerede han sig som advokat i Kassel. Han giftede sig i 1928 og fik to sønner.

## Folkedomstolen
Freislers kommunistsympatier veg snart for en grænseløs Hitler-beundring, og han blev medlem af NSDAP i 1924. I 1932 blev han valgt til det prøjsiske parlament for NSDAP og året efter til medlem af Rigsdagen som repræsentant fra Hessen-Nassau. Han blev også leder af det prøjsiske justitsdepartement. Han var medlem af det tyske lovakademi og havde rang af SA-Brigadeführer. Som statssekretær i Justitsdepartementet deltog han i Wannsee-konferencen som vikar for Franz Schlegelberger.
Freisler var præsident for Volksgerichtshof i 1942-1945, hvor han efterfulgte Otto Georg Thierack. Efter udnævnelsen skrev han til Hitler: "Folkedomstolen vil uafladeligt anstrenge sig for at dømme, sådan som den tror at De, min Fører, ville have dømt i sagen. Heil, min Fører! I trofasthed, Deres politiske soldat Roland Freisler." Han var dommer i flere kendte sager som skueprocessen mod den tyske modstandsgruppe Hvide rose, der primært bestod af Hans Scholl og hans søster Sophie Scholl. De blev efter tre dages forhør og endnu en skueproces dømt til døden og henrettet øjeblikkeligt ved guillotinering 22. februar 1943 i München. Freisler var også dommer i sagerne mod de anklagede i 20. juli-attentatet mod Hitler i 1944. Fra sin tiltrædelse i 1942 til sin død i februar 1945 afsagde han 2.295 dødsdomme. 
Han blev berygtet for sine skueprocesser, hvor alle grundlæggende juridiske retningslinjer blev tilsidesat. I retten kom han skrigende med alvorlige krænkelser af de tiltalte i ord og gerning. Fx nægtede han enkelte tiltalte at bruge bælte – og benyttede anledningen til at håne dem på det groveste, når deres bukser faldt ned under afhøringen. Hans krænkende adfærd er dokumenteret af vidner og film.  Propagandaministeriet undlod at vise filmoptagelserne fra Freislers retssager i sine propagandafilm, da det regnede med, at publikum ville finde hans opførsel stødende.
Under retssagen mod medlemmerne af Den hvide rose kommenterede han Susanne Hirzels "ariske udseende", hvad der måske forklarer, hvorfor hun slap med en straf på seks måneders fængsel. Freisler var fløjet fra Berlin til München; sagen mod Den hvide rose var den første større sag, han førte for Folkedomstolen. Salen var fyldt med håndplukkede SS- og SA-folk. Sophie og Hans Scholls forældre fik lov til at komme ind, men da faren ville sige nogle ord, jog Freisler ham og hans kone ud. Ifølge fængselspræsten forholdt Freisler sig forbavsende nok tavs, da Sophie Scholl roligt sagde til ham: "Hvad vi har skrevet og sagt, det tænker I jo alle sammen, I mangler bare modet til at sige det højt."  I retssagen mod de øvrige medlemmer begyndte han derimod med at brøle: "Denne ret er en virkelig ret! Det er en folkeret! Vi behøver ingen lov! Vi behøver ingen procesregler! Det er os, folket, som bestemmer her! Kan I se, vi har ikke en gang en lovsamling her!" Da en af bisidderne rakte Freisler en lovsamling, smed Freisler den rasende ud i salen: "Vi behøver ingen love! Vi behøver ingenting! Den som er imod os, vil blive tilintetgjort!" Han hånede den anklagede Alexander Schmorell, fordi hans mor var russisk, selv om Freisler selv havde lært sig russisk og været en overbevist kommunist. Da den anklagede professor Kurt Huber påpegede, at han i det sjette flyveblad ikke havde skrevet andet, end det Fichte havde påpeget 130 år tidligere, skreg Freisler: "De er ingen Fichte! De er ikke engang professor! Her skal vi ikke have nogen politiske taler!"

## Død og eftermæle
Under retssagen mod Fabian von Schlabrendorff i februar 1945 blev der luftalarm. Retssalen blev hurtigt tømt, da tilhørerne fandt vejen til tilflugtsrummene. De amerikanske bombefly ramte retsbygningen med en fuldtræffer: Freisler fik en tung bjælke i hovedet og døde på stedet, hvad der utvivlsomt reddede Schlabrendorffs liv. Freisler blev fundet med hans sagspapirer. Roland Freisler blev begravet anonymt, og familien tog et andet navn efter krigen.
Han var gift med Anna Freisler. Hun boede som enke i München under nyt navn og døde i 1997. Hun fik forhøjet pension, fordi myndighederne konkluderede, at hendes mand pga. sine faglige kvalifikationer formodentlig ville have "arbejdet som advokat eller højere embedsmand", hvis han havde overlevet krigen.
Freisler er portrætteret i filmen Sophie Scholl - De sidste dage.

## Ekstern henvisning
- Wikimedia Commons har flere filer relateret til Roland Freisler